# Världskrig Z
Världskrig Z: en muntlig historik över zombiekriget (originaltitel: World War Z: An Oral History of the Zombie War) är en bok från 2006 skriven av Max Brooks. Boken kan ses som en uppföljare på The Zombie Survival Guide från 2003. Brooks säger sig ha inspirerats av berättelser av personer som deltagit i eller bevittnat händelser knutna till andra världskriget samt filmer av George Romero. I Brooks version börjar utbrottet i Kina där myndigheterna gör vad de kan för att begränsa omfattningen samt mörka den verkliga orsaken. Myndigheterna klarar dock inte av att stoppa utbrottet och det sprider sig ut i resten av världen.
Boken utkom i svensk översättning 2011. En film baserad på boken, World War Z med Brad Pitt i huvudrollen, hade premiär 2013.